# بحيرة لوز (نيويورك)
بحيرة لوز، هي بحيرة في منتزه أديرونداك في شمال شرق نيويورك. تقع في منطقة برية ضمن خمس برك في محمية غابات ولاية نيويورك، على 10 ميل (16 كـم) جنوب غرب بحيرة تابر. تصنف وكالة آديرونداك بارك البحيرة على أنها منطقة بدائية  مما يعني أنها برية بطابعها، ولكنها تحتوي على هياكل اصطناعية وأراضي خاصة.
يُطلق عليها أيضًا اسم تدفق نهر بوج، حيث تم إنشاؤها بشكل مصطنع عن طريق سد النهر بهذا الاسم.
تعد المنطقة موطنًا لحجز الكشافة سباتبيز، وهو معسكر صيفي تبلغ مساحته عدة آلاف فدان لفتيان الكشافة.

## تاريخ
تم إنشاء البحيرة من قبل أبوت أوغستوس لو الذي أطلق عليه اسم أبوت أوغستوس لو، الذي قام بسد نهر بوغ لإنشاء خزان لتوليد الطاقة الكهرومائية. تم بناء السد الأول ، المعروف الآن باسم سد لوز السفلي، في عام 1903، لتوفير الكهرباء لشركة غابات حدوة الحصان. الآن تمت إضافة السد الثاني وهو سد لوز العلوي في عام 1907 وإنشاء بحيرة لوز من بحيرة الطين، وتدفق نهر بوج، وبركة تومار، وبركة العشب. كانت هذه جزءًا من مؤسسة لوز التجارية التي تضمنت السكك الحديدية التي تربط المنطقة بمدينة نيويورك، وإنتاج شراب القيقب والأخشاب.
على حافة الجرانيت فوق السد الثاني ، توجد لوحة تذكارية تخلد ذكرى لوز.تم نثر رماده من الحافة.

## الترفيه
يوجد في البحيرة حوالي 35 موقعًا بدائيًا للتخييم. يمكن الوصول اليه عبر طريق قصير مغطى بالحصى قبالة طريق ولاية نيويورك 421 إلى سد لوز السفلي حيث يمكن للقوارب الصغيرة ان تسير بسلاسة. الصيد يكون في الغالب نوعه سمك باس ارجموث الوفير. هناك أيضا بعض سمك الثيران البني وسمك السلمون المرقط .
يتماشى طول البحيرة التي تحتوي على مياه كبيرة ضحلة مع الرياح القوية، ويمكن أن تشكل الرياح خطرًا صغيرًا على المراكب بسبب المياه الهائجة 
في الطرف الغربي من البحيرة، يوجد ميناء على بعد ثلاثة أميال ونصف إلى نهر اوسويغاتجشي الذي يمر عبر بركة الغزلان الكبيرة ولونغ ايسكر قبل الوصول إلى المصدر العلوي لاوسويغاتجشي.

## الكشافة
يقع حجز كشافة سباتيز على الطرف الشرقي للبحيرة على طول الشاطئ الشمالي، وهو مخيم صيفي واسع النطاق قائم على البرية يملكه مستشار لونغهاوس (الكشافة الأمريكية). سباتيز هي أيضًا موطن لمركز جيمس «مارمادوك» سيتون تريك، وهو نقطة انطلاق للرحلات الداخلية عبر جبال آديرونداك.

## المحافظة
البحيرة هي واحدة من أكبر مناطق لبناء الاعشاش الصغيرة في نيويورك.
تحظر وزارة المحافظة على البيئة بولاية نيويورك استخدام القوارب الآلية بين السدود العلوية والسفلية. على الرغم من أن الخطة الرئيسية لولاية منتزه ماستر آديرونداك بارك لاند تنص على أن البحيرة هي «جزء من بحيرة لوز في نهر بوغ أوسويغاتشي الممتد على طريق الزورق البرية»، إلا أن استخدام الطائرات العائمة المحظورة،  واستخدام الزوارق البخارية من قبل عامة،  يستمر استخدام المحركات من قبل أصحاب الملكية الخاصة. الشاطئ الشمالي الشرقي خاص، إلى جانب عدد قليل من الطرود الصغيرة المطلة على البحيرة.

## جغرافية
يقع جبل جراس بوند، 2240 قدمًا (680 مترًا)، شمال البحيرة وله مناظر واسعة من أعلى قمته. تم تسميته جبل القبور، الذي يبلغ ارتفاعه 2300 قدم (700 م)، على اسم صياد من القرن التاسع عشر من بحيرة تبر. تآكل جانبه الجنوبي بعد حريق الغابة عام 1906، وتعرض وجه كبير من الجرانيت الموجود في قمته.
تحتوي البحيرة على اثنين من المستنقعات العائمة الكبيرة.